# 萊昂斯 (密蘇里州)
萊昂斯（英語：Lyons），又名德爾托（Delto），是位於美國密蘇里州拉克利德縣的非建制地區。

## 歷史
萊昂斯的郵局於1874年設立，1913年更名，其後於1928年停運。

## 地理
萊昂斯所處的海拔為高於海平面321米（即1053英呎），而該地所採用的時區為UTC-6，即北美中部時區（CST）。同時該地設有夏令時間，為UTC-6調快一小時，即UTC-5（CDT）。